# 側條無鬚魮
側條無鬚魮（学名：Puntius lateristriga）為輻鰭魚綱鯉形目鯉科的一個種。

## 分布
本魚分布於泰國、馬來西亞、新加坡、印尼的婆羅洲。

## 特徵
本魚在幼魚時體具有兩道黑色直條紋穿過。一道黑色寬條紋沿尾部水平方向逐漸變窄呈錐型，一直延伸到尾鰭的中心。斑紋像一把可調節的扳手，但隨魚體的發育而褪化。體色為深粉紅色。背鰭處具黑色的起點，臀鰭基部具有黑斑。體長可達18公分。

## 生態
本魚棲息在佈滿岩石清澈的高地溪流，常在瀑布下發現，屬雜食性，以蠕蟲、甲殼類、藻類、昆蟲等為食。

## 經濟利用
為觀賞性魚類，性情溫和。